# Copa del Caribe de 2001
La Copa del Caribe del 2001 fue la 11.ª edición del torneo de fútbol a nivel de selecciones nacionales más importante del Caribe organizado por la CFU y que tuvo a Trinidad y Tobago como sede de la Ronda Final. 
Trinidad y Tobago venció en la final a Haití para ser campeón por octava ocasión y la segunda de manera consecutiva.

## Primera Fase Clasificatoria

### Grupo 1
Los partidos se jugaron en  Saint Martin.
| Equipo       | Pts | J | G | E | P | GF | GC |
| ------------ | --- | - | - | - | - | -- | -- |
| Saint-Martin | 6   | 2 | 2 | 0 | 0 | 6  | 2  |
| Anguila      | 3   | 2 | 1 | 0 | 1 | 5  | 4  |
| Montserrat   | 0   | 2 | 0 | 0 | 2 | 2  | 7  |

| 6 de febrero de 2001 | Saint-Martin         | 3 – 1 | Montserrat | Raoul Yllidge Sports Complex, Marigot, Saint-Martin |  |
|                      | Benjamin 83' 89' 90' |       | Downs 72'  |                                                     |  |

| 8 de febrero de 2001 | Montserrat | 1 – 4 | Anguila                                       | Raoul Yllidge Sports Complex, Marigot, Saint-Martin |  |
|                      | Morris 53' |       | Rogers 3' · Connor 35' 65' · Edwards (ag) 38' |                                                     |  |

| 10 de febrero de 2001 | Anguila    | 1 – 3 | Saint-Martin                        | Raoul Yllidge Sports Complex, Marigot, Saint-Martin |  |
|                       | Rogers 54' |       | Benjamin 7' · Pindi 29' · Hedge 65' |                                                     |  |

### Grupo 2
| 3 de febrero de 2001 | Puerto Rico | 1 – 2 | Islas Vírgenes Británicas | Parque Country Club, San José, Puerto Rico |  |
|                      | Ortiz 63'   |       | Simmons 6' · Peterson 50' |                                            |  |

| 11 de febrero de 2001 | Islas Vírgenes Británicas | 0 – 0 | Puerto Rico | AO Shirley Recreation Ground, Tórtola, Islas Vírgenes Británicas |  |

 Islas Vírgenes Británicas avanza a la siguiente ronda.

### Grupo 3
| Local   | Resultado | Visita                               | Ida | Vuelta |
| ------- | --------- | ------------------------------------ | --- | ------ |
| Bahamas | w.o       | Islas Vírgenes de los Estados Unidos |     |        |

Bahamas abandonó en torneo, por lo que Islas Vírgenes Estadounidenses avanza a la siguiente ronda.

## Segunda Fase Clasificatoria
El mejor equipo de cada grupo y el mejor segundo lugar clasificaron para la fase final.

### Grupo 1
Tuvo como sede  Guyana.
| Equipo       | Pts | J | G | E | P | GF | GC |
| ------------ | --- | - | - | - | - | -- | -- |
| Cuba         | 9   | 3 | 3 | 0 | 0 | 7  | 1  |
| Guyana       | 6   | 3 | 2 | 0 | 1 | 4  | 3  |
| Saint-Martin | 3   | 3 | 1 | 0 | 2 | 3  | 5  |
| Dominica     | 0   | 3 | 0 | 0 | 3 | 3  | 8  |

| 4 de abril de 2001 | Guyana                 | 2 – 0 | Saint-Martin | Bourda Cricket Ground, Georgetown, Guyana |  |
|                    | Cole 4' · Hercules 35' |       |              |                                           |  |

| 4 de abril de 2001 | Cuba                                           | 3 – 1 | Dominica    | Uitvlugt Community Centre, Uitvlugt, Guyana |  |
|                    | Álvarez 5' · Marquez 86' (pen) · Bobadilla 90' |       | Pollard 49' |                                             |  |

| 6 de abril de 2001 | Dominica | 0 – 2 | Guyana                          | Bourda Cricket Ground, Georgetown, Guyana |  |
|                    |          |       | Hercules 50' · Brown 63' (pen.) |                                           |  |

| 6 de abril de 2001 | Saint-Martin | 0 – 1 | Cuba                      | Uitvlugt Community Centre, Uitvlugt, Guyana |  |
|                    |              |       | Jeniel Marquez 29' (pen.) |                                             |  |

| 8 de abril de 2001 | Dominica                  | 2 – 3 | Saint-Martin                           | Bourda Cricket Ground, Georgetown, Guyana |  |
|                    | Casimir 23' · Talbert 48' |       | Gendrey 31' · Hodge 42' · Flanders 78' |                                           |  |

| 8 de abril de 2001 | Guyana | 0 – 3 | Cuba                                  | Bourda Cricket Ground, Georgetown, Guyana |  |
|                    |        |       | Cruzata 40' · Prado 69' · Stevens 89' |                                           |  |

### Grupo 2
Se jugó en  Martinica.
| Equipo                       | Pts | J | G | E | P | GF | GC |
| ---------------------------- | --- | - | - | - | - | -- | -- |
| Martinica                    | 7   | 3 | 2 | 1 | 0 | 10 | 1  |
| San Vicente y las Granadinas | 4   | 3 | 1 | 1 | 1 | 7  | 4  |
| Islas Caimán                 | 3   | 3 | 0 | 3 | 0 | 4  | 4  |
| Islas Vírgenes Británicas    | 1   | 3 | 0 | 1 | 2 | 2  | 14 |

| 4 de abril de 2001 | Islas Caimán             | 2 – 2 | Islas Vírgenes Británicas | Stade Dillon, Fort-de-France, Martinica |  |
|                    | Anderson 19' · Brown 74' |       | Thomas 13' · Williams 48' |                                         |  |

| 4 de abril de 2001 | Martinica                                                       | 3 – 0 | San Vicente y las Granadinas | Stade Dillon, Fort-de-France, Martinica |  |
|                    | Patrick Percin 23' · Daniel Boval 61' · Marcel Gibon 69' (pen.) |       |                              |                                         |  |

| 6 de abril de 2001 | Islas Vírgenes Británicas | 0 – 6 | Martinica                                       | Stade Georges Gratian, Fort-de-France, Martinica |  |
|                    |                           |       | Borval 39' 62' 73' · Lupon 60' · Sophie 66' 73' |                                                  |  |

| 6 de abril de 2001 | San Vicente y las Granadinas | 1 – 1 | Islas Caimán | Stade Georges Gratian, Fort-de-France, Martinica |  |
|                    | Nero 29'                     |       | Lindo 44'    |                                                  |  |

| 8 de abril de 2001 | San Vicente y las Granadinas          | 6 – 0 | Islas Vírgenes Británicas | Stade Dillon, Fort-de-France, Martinica |  |
|                    | Alwyn 46' 55' 80' 84' · Hynes 75' 87' |       |                           |                                         |  |

| 8 de abril de 2001 | Islas Caimán | 1 – 1 | Martinica | Stade Dillon, Fort-de-France, Martinica |  |
|                    | L. Ramoon 8' |       | Lupon 45' |                                         |  |

### Grupo 3
Todos los partidos se jugaron en  Haití.